# Dominikus Böhm
Dominikus Böhm (Jettingen, 23 ottobre 1880 – Colonia, 6 agosto 1955) è stato un architetto tedesco, esponente della corrente espressionista, come il figlio Gottfried Böhm. Fu maestro nella costruzione di chiese e nell'uso del mattone a vista.